# Termoelettricità

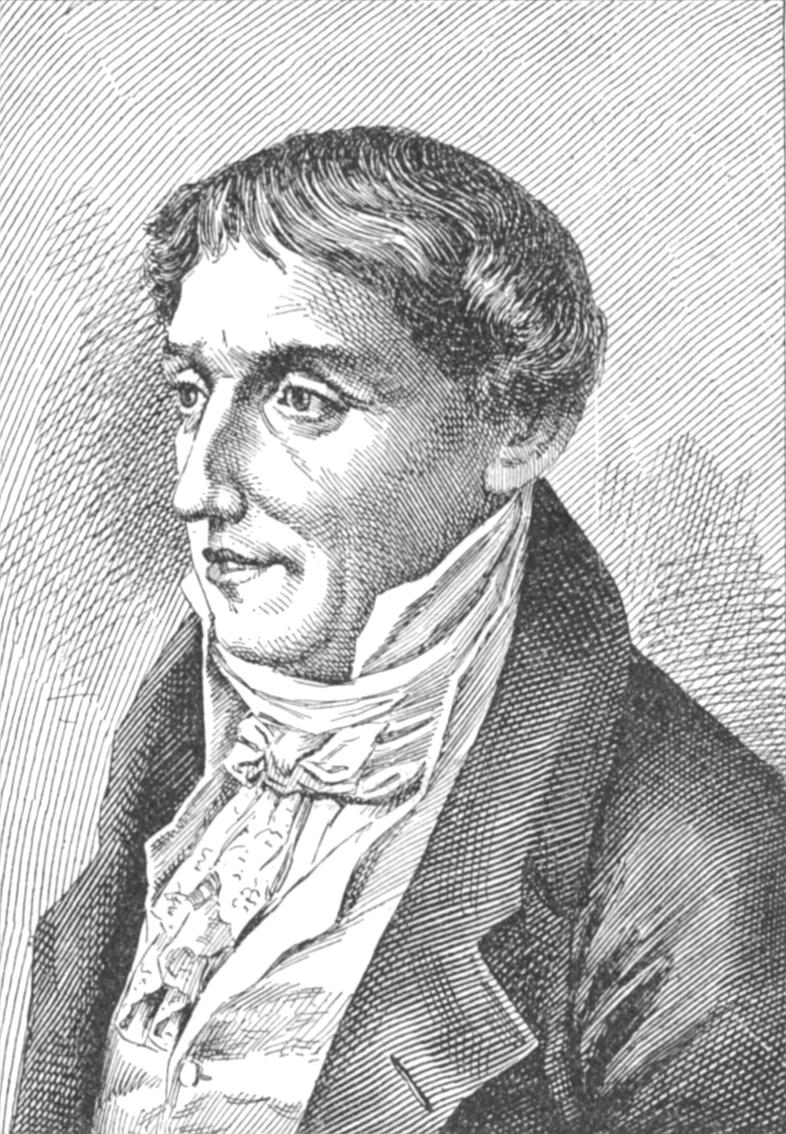
Ritratto di Alessandro Volta, incisione di Raffaello Morghen su disegno di Luigi Sabatelli (1816).

La termoelettricità (termine composto dal greco θερμὸς, "calore", e da "elettricità") è quella branca della fisica che riunisce e studia i diversi fenomeni di conversione del calore in elettricità e viceversa che si verificano in tutti i materiali, collegando il flusso di calore che vi transita alla corrente elettrica che li percorre. Se è vero che un po' tutti i materiali mostrano qualche proprietà termoelettrica, tuttavia nella maggior parte dei casi si tratta di fenomeni talmente insignificanti da risultare del tutto inutili e assolutamente trascurabili. Sono invece pochi e ben determinati i cosiddetti "materiali termoelettrici", quelli cioè che presentano effetti termoelettrici rilevanti e che per questo (oltre ad altre caratteristiche, come ad esempio il basso costo) possono essere utilizzati concretamente per sfruttare i princìpi della termoelettricità.

## Storia
La data di nascita della termoelettricità viene oggi collocata al 10 febbraio 1794, quando Alessandro Volta rilevò il collegamento esistente fra calore ed elettricità osservando come, riscaldando le estremità di un arco metallico, si ottenesse una "tensione elettrica" destinata a scomparire con il loro raffreddamento. Nel corso del secolo successivo la termoelettricità assunse contorni sempre più definiti grazie alla scoperta dei suoi principali effetti, dovuti agli studi di Thomas Johann Seebeck, Jean Charles Athanase Peltier e William Thomson (Lord Kelvin).
Il primo fenomeno termoelettrico ad essere scoperto fu il cosiddetto effetto Seebeck nel 1821, quando il fisico estone notò che, in un circuito costituito da conduttori metallici o semiconduttori diversi (rame e bismuto) ma collegati fra loro, una differenza di temperatura generava una deviazione dell'ago magnetico. In realtà Seebeck interpretò le proprie osservazioni collegandole al campo magnetico terrestre, fu il fisico danese Hans Christian Ørsted a rendersi conto due anni dopo che il fenomeno aveva invece origine elettrica. L'effetto Seebeck è alla base del funzionamento delle moderne termopile e termocoppie.

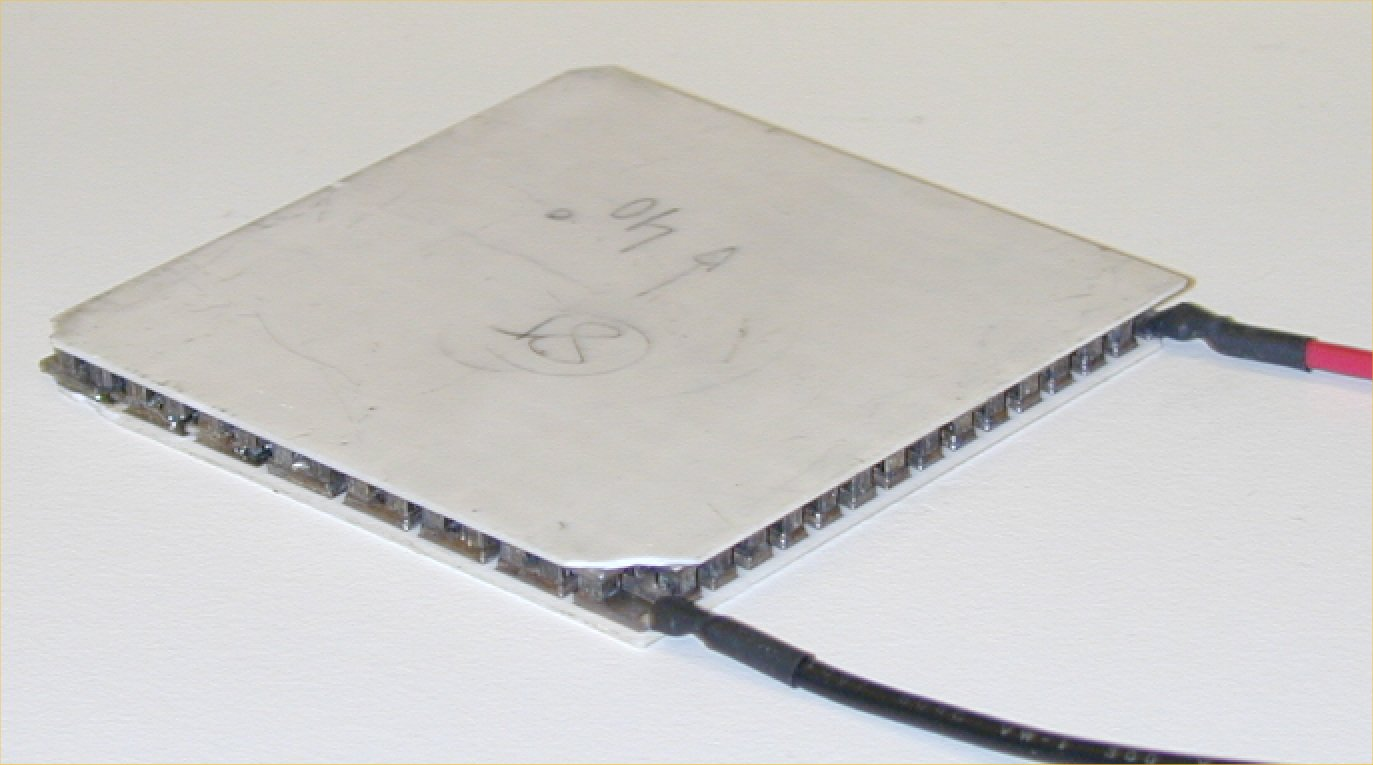
Una cella di Peltier.

Qualche anno dopo (1834), venne scoperto il fenomeno inverso, l'effetto Peltier: in un conduttore costituito da due metalli diversi, una differenza di potenziale genera una differenza di temperatura (che non può essere ricondotta all'effetto Joule). Nel 1838 il fisico russo Heinrich Lenz dimostrò che quel calore era assorbito o liberato in un punto di congiunzione dei conduttori secondo il verso di percorrenza della corrente. L'effetto Peltier è oggi sfruttato soprattutto per ottenere il raffreddamento termoelettrico nei piccoli frigoriferi (cella di Peltier).
Nel 1851 infine, il fisico inglese William Thomson (Lord Kelvin) dimostrò il legame tra gli effetti Seebeck e Peltier: un materiale sottoposto a un gradiente termico e percorso da una corrente elettrica scambia calore con l'ambiente esterno e, reciprocamente, un materiale sottoposto a un gradiente termico e percorso da un flusso di calore genera una corrente elettrica. La differenza fondamentale tra gli effetti Seebeck e Peltier considerati separatamente e l'effetto Thomson è che quest'ultimo si manifesta in un singolo materiale (effetto termoelettrico "omogeneo") e quindi non necessita di giunzioni.
Più di recente, in particolare nel ventennio 1950-1970, sono stati scoperti numerosi materiali con proprietà termoelettriche piuttosto interessanti. È il caso ad esempio del tellururo di bismuto (Bi2Te3), impiegato nelle celle di Peltier in commercio (piastrine refrigeranti), o delle leghe di silicio e germanio (SiGe) utilizzate per l'alimentazione delle sonde spaziali nei generatori termoelettrici a radioisotopi. Tuttavia il loro scarso rendimento energetico e gli alti costi dei sistemi di conversione termoelettrica ne hanno limitato l'impiego a ristrette nicchie di mercato, anche se i nuovi progressi tecnologici, unitamente alla crescita dei costi dell'energia e a una maggiore sensibilità per le esigenze ambientali, stanno sollecitando importanti ricerche scientifiche in questo campo.